# Христіан I (князь Ангальт-Бернбургу)
Христіан I (нім. Christian I.; 11 травня 1568, Бернбург — 17 квітня 1630) — 1-й князь Ангальт-Бернбургу в 1603–1630 роках. Учасник першого етапу Тридцятирічної війни. Відомий також як Христіан Ангальтський.

## Життєпис
Походив з династії Ангальтських Асканіїв. Другий син Йоахіма Ернеста, принца Ангальту та Агнес фон Барби-Мюлінген. З 1570 року відправлений на навчання до Дессау. Під орудою Каспара Готшалка опанував латину, італійську та французьку мови. Ще дитиною брав участь у дипломатичних поїздках, зокрема до Стамбулу.
У перші місяці 1586 року він поїхав до Дрездена, де залишився там кілька років як найближчий друг Крістіана I, курфюрста Саксонії, чиї кальвіністські погляди він поділяв. Під час бенкетів став погано відомий як п'яниця. У грудні того ж року після смерті батька став співправителем Ангальту разом з братами Йоганом Георгом I, Бернгардом, Августом, Рудольфом, Йоганом Ернестом і Людвігом
Невдовзі перейшов на службу до Фрідріха IV, курфюрста Пфальцу, де став його найближчим радником. У 1591 році очолив пфальцьку армію на допомогу французькому королю Генріху IV. У 1592 році під час суперечки за володіння Страсбурзьким єпископством (так звана Війна єпископів) підтримав Бранденбург проти Лотарингії. У 1595 році він був призначений губернатором Верхнього Пфальцу, оселившись в баварському місті Амберг. Невдовзі пошлюбив представницю роду Бентгайм-Штайнфуртів. 1596 року помирає зведений брат Бернгард.
1601 року помирає ще один зведений брат — Йоган Ернст. Водночас між братами все більше виникають суперечки через управління та прихильність до різних конфесій. У 1603 році Ангальтське князівство було офіційно розділене між Христіаном і його братами, внаслідок чого він отримав Бернбург і відродив старе князівство Ангальт-Бернбург, яке припинило існування у 1468 році. 1605 році офіційно оголосив себе кальвіністом та запровадив цю конфесію як офіційну в Ангальт-Бернбурзі. Влаштував родинну гробницю в замковій кірсі Св. Егідія у Бернбурзі.
У 1608 році відіграв провідну роль в утворенні Протестанської унії. Зі вступом на трон Пфальца молодого Фрідріха V політична вага князя ще більше зросла. З 1618 року проводив активну дипломатичну роботу з обрання богемськими станами пфальцького курфюрста новим королем Богемії. Цього вдалося домогтися 1619 року.
1619 року новий пфальцький курфюрст і богемський король Фрідріх V призначив князя Христіана I командувати протестантськими військами для протидії імператору Фердинанду II, що готувався вдертися до Богемії. Того ж року Христіан I був прийнятий до Товариства плодоношення. 1620 року в битві на Білій Горі Христіан I зазнав нищівної поразки, після цього порадив Фрідріху V залишити Прагу.
У 1621 році на нього було накладено імперську опалу, наслідком чого стала конфіскація Бернбургу. Він втік спочатку до Швеції, а потім — до Данії. У 1624 році звернувся до імператора з проханням про помилування, на що йому було надано дозвіл. Йому спадкував син Христіан II.

## Родина
Дружина — Анна, донька Арнольда III, графа Бентхайм-Штайнфурт-Текленбург-Лімбург
Діти:
- Фрідріх Христіан (1596)
- Амалія Юліана (1597—1605)
- Христіан (1599—1656) — 2-й князь Ангальт-Бернбургу
- Елеонора Марія (1600—1657), дружина Іоганна Альберта II, герцога Мекленбург-Гюстров
- донька (1601)
- Сибілла Єлизавета (1602—1648).
- Анна Магдалина (1603—1611)
- Анна Софія (1604—1640)
- Луїза Амалія (1606—1635)
- Ернест (1608—1632) — полковник курфюрства Саксонія
- Амена Юліана (1609—1628)
- Агнеса Магдалина (1612—1629)
- Фрідріх (1613—1670) — князь Ангальт-Бернбург-Гарцгероде
- Софія Маргарита (1615—1673) — дружина Йоганна Казимира, князя Ангальт-Дессау
- Доротея Матильда (1617—1656)
- Фрідріх Людвіг (1619—1621)